# Mycalesis dubia
Mycalesis dubia är en fjärilsart som beskrevs av Aurivillius 1893. Mycalesis dubia ingår i släktet Mycalesis och familjen praktfjärilar. Inga underarter finns listade i Catalogue of Life.